# 張孟觀
張孟觀（1540年—？），字輝賓，福建鎮海衛銅山所人，軍籍，明朝政治人物。

## 生平
嘉靖四十年（1561年）辛酉科福建鄉試第五十三名舉人。隆慶二年（1568年）中式戊辰科會試第十三名，二甲第六名進士。官户部主事。

## 家族
曾祖張貴祥；祖父張道廣；父張瑞麟，母謝氏。重庆下。弟张仲观。